# Дачо Йотов
Дачо Йотов (болг. Дачо Йотов); нар. ?, Тристеник — пом. 25 листопада 1911) — болгарський революціонер.

## Біографія
Народився в селі Тристеник. Брав участь Ілінденському повстанні.
Помер 25 листопада 1911.